# Ernst Gebhardt

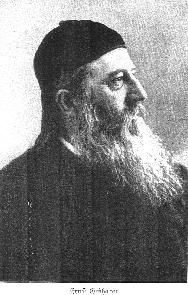
Ernst Gebhardt

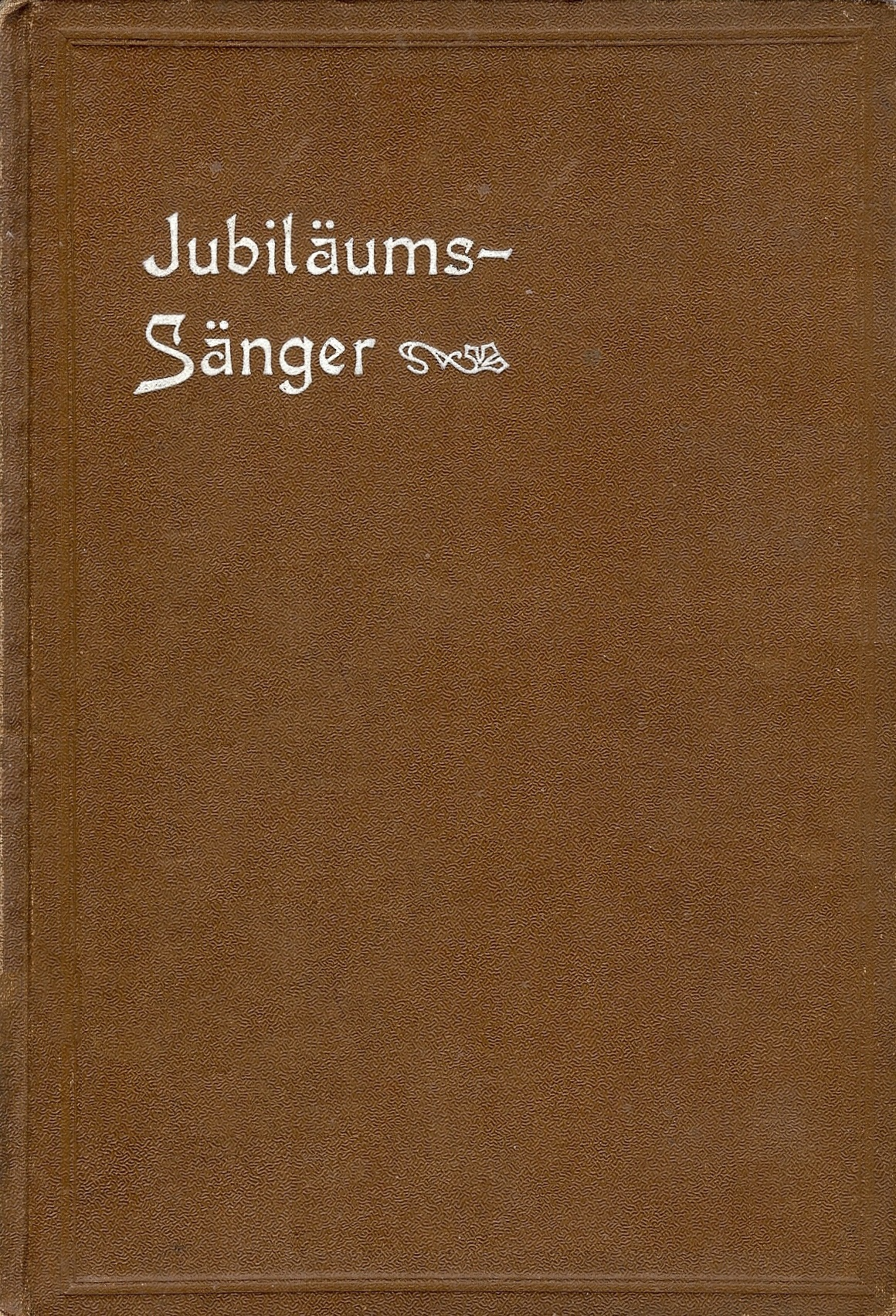
Jubiläumssänger. 35. Auflage. Basel, 1878

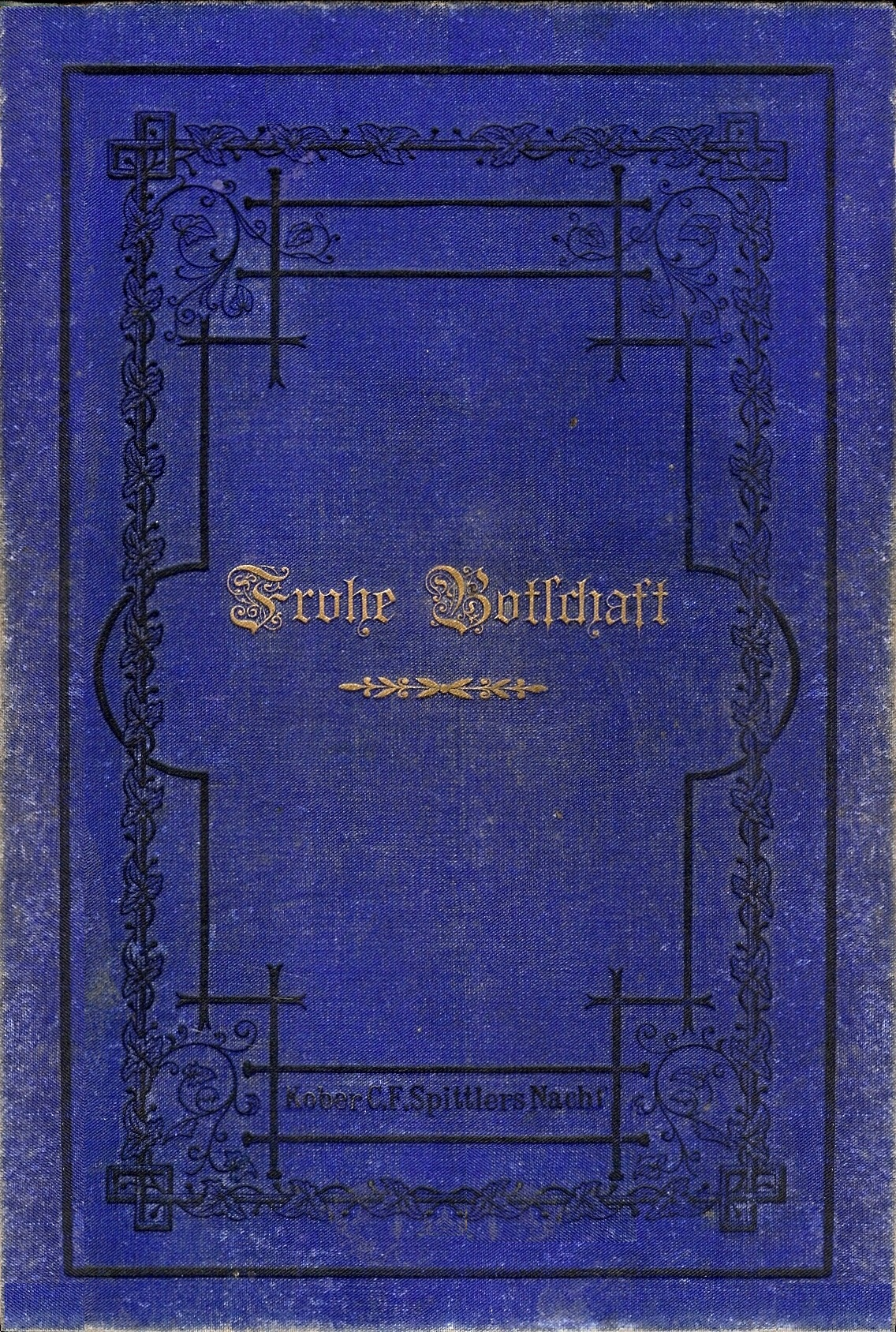
Frohe Botschaft in Liedern. 76. Auflage. Basel, 1912

Ernst Heinrich Gebhardt (* 12. Juli 1832 in Ludwigsburg; † 9. Juni 1899 ebenda) war ein deutscher Liederdichter und Methodistenprediger.

## Leben
Ernst Gebhardt war ein Sohn des Lehrers Gotthilf Ernst Gebhardt (1788–1851) und seiner Frau Christiane Katharina Buhl (1801–1860). Er studierte nach dem Besuch des Gymnasiums zunächst Chemie und Pharmazie, dann Land- und Forstwirtschaft und wanderte 1851 mit Verwandten nach Chile aus, wo er auf einer Farm in Valdivia arbeitete. 1856 kehrte er nach Deutschland zurück. Nach einem Erweckungserlebnis auf der Rückreise per Schiff bei Kap Horn und in der Methodistengemeinde in Ludwigsburg, die seine Mutter besuchte, trat er 1859 in das methodistische Predigerseminar von Bremen ein. In der Folge wirkte er als Wanderprediger in Deutschland und der Schweiz, in Ludwigsburg, Heilbronn, Pforzheim, Bremen, Zürich, Straßburg, Biel, Zwickau und Karlsruhe.
1879 zählte er zu den Mitbegründern des Christlichen Sängerbundes, dem er ab 1892 vorstand. 12 Jahre war er Redakteur des Sängergruß vom Christlichen Sängerbund, ab 1895 auch Schriftleiter der methodistischen Kirchenzeitung Der Evangelist und Der Kinderfreund. Er war eigentlich kein Wanderprediger, sondern wie damals in der methodistischen Kirche üblich ein Reiseprediger, der alle 3 bis 4 Jahre an einen anderen Ort versetzt wurde.

## Familie
Zum Methodismus kam Gebhardt durch seine Braut und spätere Frau, die Apothekerin Christiane Beate Paulus (* 1840), eine Tochter des Arztes Karl Friedrich Paulus. Er heiratete sie 1860 mit 28 Jahren in Kornwestheim und zeugte neun Kinder.
Für seine Stubenversammlungen und Evangelisationen hatte er ein kleines tragbares Harmonium dabei, das heute bei seiner Urenkelin in Bietigheim steht.

## Werk
In Basel gab Gebhardt 1875 und 1880 die Liedersammlungen Frohe Botschaft (1875) und Evangeliumslieder (1880) heraus, mit denen er das englisch-amerikanische Erweckungslied im deutschen Sprachraum heimisch machte. Neben diesen beiden wichtigsten Liedersammlungen gehen auch andere, insgesamt gut 30 Liedersammlungen mit über 400 Auflagen auf Ernst Gebhardt zurück; die frühesten waren 1868 der Jugendpsalter und der Zionspsalter.
Er trat auch als Übersetzer und Verfasser von Liedern dieser Art hervor. So übersetzte er beispielsweise O Bliss of the Purified (deutsch: Welch Glück ist's erlöst zu sein) von Francis Bottome. Auch die Übersetzung von What a Friend We Have in Jesus (Welch ein Freund ist unser Jesus) entspringt seiner Feder, ebenso der Text des Weihnachtsliedes Welchen Jubel, welche Freude.
Gebhardt wurde auch als der Ira David Sankey Deutschlands bezeichnet, denn er war ein singender Evangelist, der Sänger der deutschsprachigen Heiligungsbewegung. Obwohl bereits 1884 durch Franz Eugen Schlachter ein Teil des neuen erwecklichen Liedgutes, das sogenannte Erweckungslied, nach Deutschland kam, etablierte die neue Musik in Deutschland sich erst durch Ernst Gebhardts Bemühungen.
Im 20. Jahrhundert gehörten viele der Lieder zum festen Repertoire der Gesangbücher in christlichen Gemeinden. Gebhardts Liedern hat es das deutsche Gesangbuch Reichslieder aus der Gemeinschaftsbewegung zu verdanken, dass es das verbreitetste Liederbuch unter den deutschen Sammlungen geistlicher Volkslieder geworden ist. Im Reichsliederbuch befinden sich 66 Lieder, die von Ernst Gebhardt herrühren – 11 Originalschöpfungen und 55 Übersetzungen.
Die Werke Gebhardts beeinflussten ihrerseits u. a. den Komponisten Emanuel Gohle. Bekannt wurde vor allem auch sein Lied Jesus errettet mich jetzt, das er bei der Triumphreise von Robert Pearsall Smith am 15. April 1875 in Karlsruhe vorstellte und das er diesem speziell gewidmet hatte. Das Lied wurde zur Hymne der Heiligungsbewegung.
Ernst Gebhardt gründete Abstinent, einen Vorläufer des Blauen Kreuzes. Er hatte auch viele weitere Sonderaufgaben, unter anderem zwei Reisen mit seiner Tochter quer durch Amerika. Sie sollten durch Predigen und Singen Geld zum Abbau der Kapellenschulden in Deutschland sammeln. Als sie 1883 zurückkamen, hatten sie eine große Spendensumme zusammen.
Zur Erinnerung an seinen Dienst in Gemeinden und Chören ließ der Christliche Sängerbund einen Obelisk auf seinem Grab im alten Friedhof in Ludwigsburg errichten.

## Werke
Gebhardt verfasste insgesamt etwas mehr als 30 Liedersammlungen, die in über 400 Auflagen erschienen sind:
- Jugendpsalter, 1868.
- Zionspsalter, 1868.
- Zions Perlenchöre, Teil 1, 1870 und Teil 2, Anker-Verlag, 1886.
- Frohe Botschaft, 1875; 1881; 1896; vier Teile in einem Buch, Christliche Vereinsbuchhandlung Kober, Basel 1909; 1914; Frohe Botschaft in Liedern. Meist aus englischen Quellen ins Deutsche übertragen von Ernst Gebhardt, Kober, Basel 1917; 1927; Inktank-Publishing, ISBN 978-3-7509-2695-0.
- Evangeliumslieder, 1880; mit Zions Weckstimmen, Basel 1911; Heinrich Majer, Basel 1923; Frohe Botschaft und Evangeliums-Lieder, MV-Religion, ISBN 978-3-96881-244-1.
- Jubiläumssänger, 1878.
- Zions Weckstimmen, 1884.
- Männer Perlenchöre, Teil 1, 1888 und Teil 2, 1895.
- Friedensgrüsse aus Geroks Liedern, 1891.
- Bundeslieder.
- Zions Liederlust.
- Immer Fröhlich, 1884.
- Weihnachtsjubel.
- Willkommen.
- Kleinodien.